# Зуфархон Джавхари
Зуфархон Джавхари (тадж. Зуфархон Ҷавҳарӣ; 1860, Истаравшан — 1945, Истаравшан) — таджикский поэт и прозаик, классик таджикской литературы.

## Биография
Один из последних представителей таджикской классической литературы. Родился в семье, известной знатными людьми, поэтами и учёными, следовавшими лучшим традициям таджикской литературы. Его отец был поэтом.
Его сын известный таджикский советский поэт и прозаик Сухайли Джавхаризаде (1900—1964).
Изучал религиозный науки в Бухаре. К 25 годам освоил арабский и турецкий языки, логику, философию, литературу и другие науки.
Творчество Джавхари можно разделить на два этапа: до и после Октябрьской революции.
На первом этапе писал под влиянием Бедиля, автор ряда газелей. Его герои стремятся слиться с предметом своего желания, преодолеть разделяющую их пропасть, но это противоречие никогда не разрешается. Именно эта особенность придаёт его газелям черты сжатой пружины, именно в этом — секрет их эмоционального, психологического, философского напряжения.
После Октябрьской революции Джавхари обратился к актуальным темам дня и создал произведения, посвящённые новой жизни, коллективизации сельского хозяйства, прогрессу таджикской промышленности и культуры. В эти годы написал ряд патриотических стихов и рассказов. Созданные в этот период повести «Зафар», «Мухаммаджан» и «Офтобхан» имеют историческое и гуманистическое значение и полны чувства любви к народу и стране.